# Fatimidski kalifat
Fatimidski kalifat, ismailijsko šiitski kalifat od 10. do 12. stoletja našega štetja, je obsegal veliko območje severne Afrike, od Rdečega morja na vzhodu do Atlantskega oceana na zahodu. Rodbina Fatimidov arabskega porekla je vladala ozemljem čez sredozemsko obalo Afrike in na koncu Egipt postavila v središče kalifata. Na vrhuncu je kalifat poleg Egipta vključeval tudi različna območja Magreba, Sudana, Sicilije, Levanta in Hedžasa.
Fatimidski kalifat je predstavljal vrhunec ismailijskega političnega uspeha. Ismaili je imel zveste zagovornike v deželah, ki so jih upravljali Fatimidski tekmeci, in območja s precejšnjim številom prebivalstva in prisotnosti ismailijev so lahko ustanovila svoje neodvisno vodene politike, ki so bile zveste imamu v Egiptu.
Fatimidi (الفاطميون, al-Fāṭimīyūn) so trdili, da izvirajo od Fatime, hčere preroka Mohameda. Država Fatimidov se je oblikovala med Kutami, berberi, ki so živeli na zahodu severnoafriškega primorja (v Kabilija v današnji Alžiriji). Leta 909 so Fatimidi z vojaško pomočjo Kutamov zasedli Raqqado, glavno mesto Aglabidov. Leta 921 so Fatimidi kot novo prestolnico ustanovili tunizijsko mesto Mahdia. Leta 948 so svojo prestolnico preselili v al-Mansuriyya, blizu Kairouana v Tuniziji. Leta 969 so osvojili Egipt, leta 973 pa so Kairo postavili kot prestolnico svojega kalifata. Egipt je postal politično, kulturno in versko središče njihovega imperija, ki je razvilo novo in "avtohtono arabsko" kulturo.